# Красинская, Франческа
Франческа Красинская (пол. Franciszka z Krasińskich; род. 19 марта 1742, Речь Посполитая — 30 апреля 1796, Дрезден, Саксония, Священная Римская империя) — принцесса Польши, третья дочь из четырех Станислава Красинского и Анели Гамецкой, морганатическая жена герцога Курляндского Карла — Христианина Саксонского, сына польского короля Августа III Фридриха и Марии Жозефы Австрийской.

## Биография
У нее было три сестры: Барбара — жена Михала Свидзинского, Зофия и Мария. Сначала она жила со своей семьей в замке в селе Малеш. Позже она переехала в Варшаву, под опеку своей тети Зофии Любомирской, где познакомилась со своим будущим мужем Каролем Кристианом Веттиновым, несмотря на попытки связать её с семьей Красинских.
Свадьба с польским князем произошла тихо 25 марта 1760 года в Варшаве. В свою очередь Франческа была политически активной и жила в разных дворцах родственников и друзей. Лишь после девятнадцать лет совместной жизни она родила ему единственную дочь Марию Кристину Альбертину. Этот брак был морганатическим. Однако в Польше, где не существовало понятия морганатического брака, она официально была принцессой. Брак Франчески и герцога Карла был официально признан сеймом в 1776 году, а четырёхлетний сейм назначил ей пожизненную пенсию. Франческа Красинская умерла 30 апреля 1796 года от рака молочной железы.

## Упоминания в литературе
Клементина Танская-Гофман, которую воспитывали в доме дочери Барбары Свидзинской с Красинской, вышегородская староста в Издебно, посвятила ей роман «Дневник Франчески Красинской в последние годы Августа III написанный». Писательницу интересовала ее биография и замок в селе Малеш.
Кроме того, Франческу Корвин-Шимановский в своем исследовании об опекуне Гофманове подает в редакционной записке о судьбе переписки Францишки Красинской и ее дочери, Марии Кристины, герцогини Кариньяно. Эти письма, которые хранились у бабушки, перешли в руки семьи внучки Марии Феликсовны Шимановской, которая сообщала в цитированной записке, что «некоторые из них были потеряны во время революции тридцатых годов». А в остальных коллекциях, сохранилась в письменной части ее отца, Петра Любинского во дворце Замойских в Варшаве, «наступила вторая революция, чтобы уничтожить их». Речь шла о военном обыске и сожжении всех документов, перекинутых из дворца наместника Польши генералу Бергу.